# پرئون
پرئون، ذره نقطه‌ای هستند که به درک ساختار کوارک‌ها و لپتون‌ها کمک می‌کند. این ذره در سال ۱۹۷۴ توسط ژوگش پتی و محمد عبد السلام ابداع شد. علاقه به مدل پرئونی در سال ۱۹۸۰ به اوج خود رسید اما کم شده چون مدل استاندارد به خوبی عمل می‌کند؛ در ضمن هنوز هیچ آزمایشی به مرکب بودن کوارک‌ها و لپتون‌ها نرسیده.
توجه داشته باشید که در مدل استاندارد در مورد هادرون‌ها، چند مشکل و اثر ناهنجاری دیده می‌شود. از این سوالات می‌توان به اثر EMC، مسئله اسپین پروتون، پراکندگی ناکشسان عمیق، و توزیع بار الکترون درون هسته که توسط رابرت هافستاتر کشف شده اشاره کرد.
در میان دانشمندان بحثی در مورد انتخاب میان دو مدل‌های پرئونی، نوین و کلاسیک کردند که در انتها مدل پرئونی آماری را برگزیدند. در این مدل سه پرئون با اسپین ۰ و دو پرئون کمکی با اسپین ۱/۲ وجود دارد.